# Вулиця Чумацький шлях (Київ)
Ву́лиця Чума́цький шлях — зникла вулиця, що існувала в Подільському районі міста Києва, місцевість Вітряні гори. 

## Історія
Вулиця виникла в 1-й половині ХХ століття під такою ж назвою.
Ліквідована у зв'язку з переплануванням міста 1977 року.